# Alectoria sarmentosa
Espèce
Alectoria sarmentosa est une espèce de lichen de la famille des Parmeliaceae. C'est un lichen de couleur pâle, jaune à verdâtre, qui pend depuis les branches des conifères des régions relativement froides et humides.

## Liste des sous-espèces
Selon NCBI (7 juin 2012) :
- Alectoria sarmentosa subsp. vexillifera